# Prémio FIFA Ferenc Puskás de 2016
O Prémio FIFA Ferenc Puskás de 2016, mais comumente Prêmio Puskás da FIFA de 2016 foi uma premiação na qual foi escolhido o gol mais bonito do ano, realizada em 9 de janeiro de 2017, no Kongresshaus, em Zurique. O vencedor foi o malaio Mohd Faiz Subri.

## Finalistas
| Pos. | Jogador            | Nacionalidade | Clube/Seleção | Partida                  | Competição                   | Resultado | Data                    | Votos  |
| ---- | ------------------ | ------------- | ------------- | ------------------------ | ---------------------------- | --------- | ----------------------- | ------ |
| 1    | Mohd Faiz Subri    | Malásia       | Penang FA     | Penang FA vs. Pahang FC  | Malaysia Super League        | 4 – 1     | 16 de fevereiro de 2016 | 59.46% |
| 2    | Daniuska Rodríguez | Venezuela     | Venezuela     | Venezuela vs. Colômbia   | Sul-Americano Sub-17 de 2016 | 4 – 0     | 14 de março de 2016     | 22.86% |
| 3    | Marlone            | Brasil        | Corinthians   | Corinthians vs. Cobresal | Copa Libertadores 2016       | 6 – 0     | 21 de abril de 2016     | 10.01% |

## Candidatos
| Jogador(a)         | Time/Seleção       | Nacionalidade | Competição                   | Site  |
| ------------------ | ------------------ | ------------- | ---------------------------- | ----- |
| Daniuska Rodriguez | Venezuela          | venezuelana   | Amistoso                     | Vídeo |
| Saúl Ñíguez        | Atlético de Madrid | espanhol      | Liga dos Campeões de 2015-16 | Vídeo |
| Robson-Kanu        | País de Gales      | galês         | Eurocopa de 2016             | Vídeo |
| Mario Gaspar       | Espanha            | espanhol      | La Liga de 2015–16           | Vídeo |
| Mohd Faiz Subri    | Penang FA          | malaio        | Campeonato Malaio de Futebol | Vídeo |
| Hlompho Kekana     | África do Sul      | sul-africano  | Copa Africana de Nações      | Vídeo |
| Simon Skrabb       | Åtvidabergs FF     | finlandês     | Allsvenskan de 2015          | Vídeo |
| Lionel Messi       | Argentina          | argentino     | Copa América Centenário      | Vídeo |
| Neymar             | Barcelona          | brasileiro    | La Liga de 2015–16           | Vídeo |
| Marlone            | Corinthians        | brasileiro    | Copa Libertadores de 2016    | Vídeo |